# Galleria d'arte moderna di Palermo
La Galleria d'arte moderna Empedocle Restivo (anche Galleria d’Arte Moderna, Galleria Civica d'Arte Moderna, GAM) è un museo civico d'arte moderna ubicato in via Sant'Anna, nel quartiere Kalsa del centro storico di Palermo,  che nacque nel 1910 nei locali del Teatro Politeama dalla volontà di Empedocle Restivo, al quale venne dedicato.
Il complesso museale è attualmente formato da due edifici uniti in epoca storica: l'ex convento francescano della chiesa di Sant'Anna la Misericordia, di stile barocco, e l'attiguo gotico catalano Palazzo Bonet.
La collezione esposta nella Galleria Civica d'Arte Moderna (GAM) raccoglie opere realizzate da artisti meridionali e palermitani tra la fine del Settecento e l'inizio del Novecento. 
La galleria espone opere di importanti artisti come ad esempio Giovanni Boldini, Massimo Campigli, Renato Guttuso, Mario Bardi, Carlo Carrà, Felice Casorati, Giorgio de Chirico, Eustachio Catalano, Ettore De Maria Bergler, Emilio Greco, Nino Franchina, Lia Pasqualino Noto, Antonino Leto, Salvatore Lo Forte, Francesco Lojacono, Luigi Lojacono, Vincenzo Ragusa, Pippo Rizzo, Mario Rutelli, Aleardo Terzi, Onofrio Tomaselli, Mario Sironi, Franz von Stuck, Giuseppe Patania, Francesco Zerilli.

## Storia

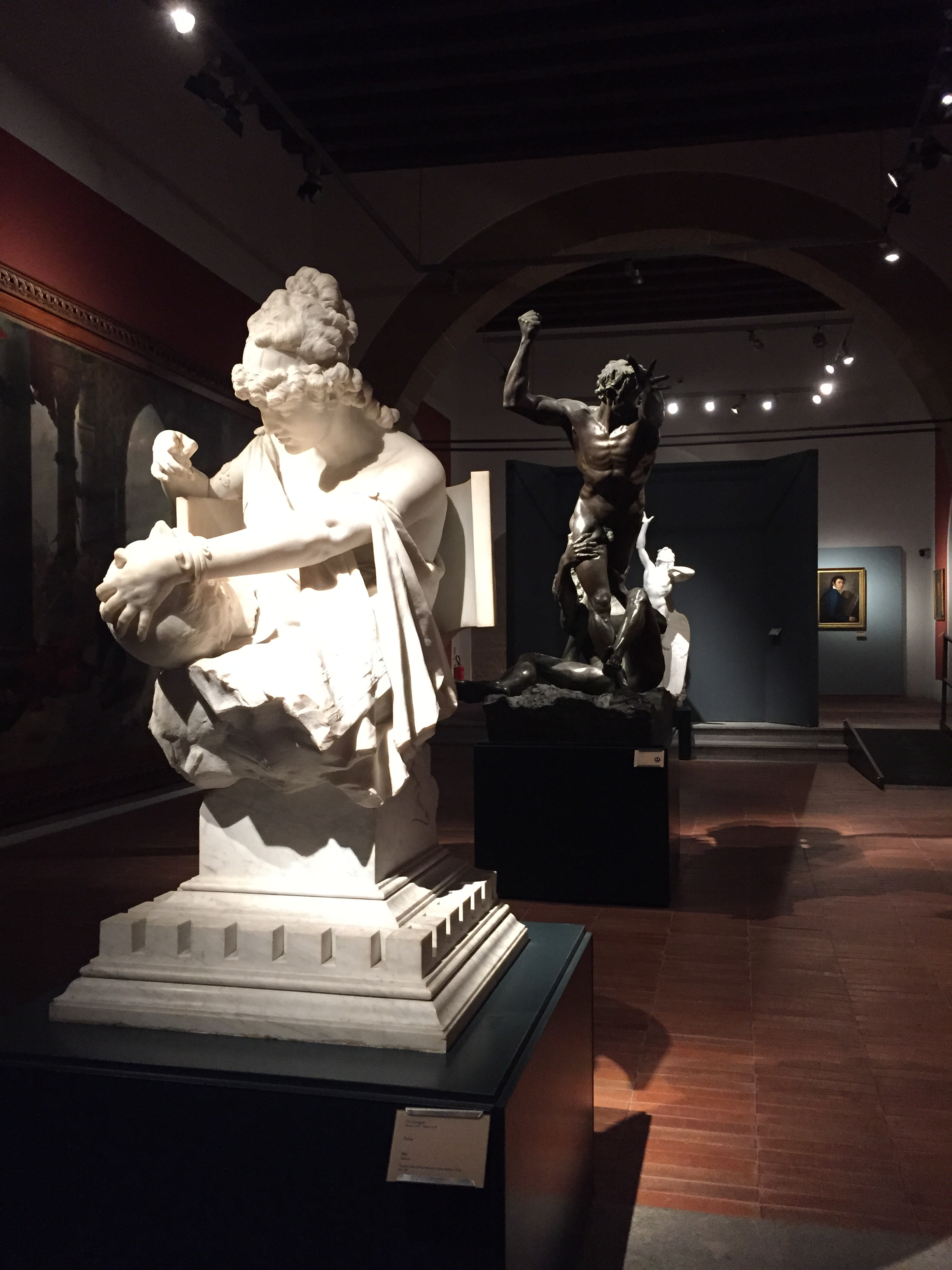

La Galleria civica di arte moderna nasce nel 1910 e viene ubicata nel Ridotto del teatro Politeama, che doveva essere una sede provvisoria anche a causa della mancanza di spazio. Venne creata per la forte volontà di Empedocle Restivo, al quale venne presto dedicata.
La sede presso il teatro Politeama apparve subito poco consona alla Galleria, ma per questioni economiche venne lasciata in quella posizione fino ai giorni nostri, quando restaurato il seicentesco complesso monumentale Sant'Anna e la Galleria vi fu trasferita nel dicembre 2006.
Il 21 dicembre 2007 la collezione si arricchisce grazie alla donazione di due sculture di Giorgio De Chirico ("Ettore e Andromaca" e "Oreste e Pilade") provenienti dalla collezione Bilotti.

## Gli edifici

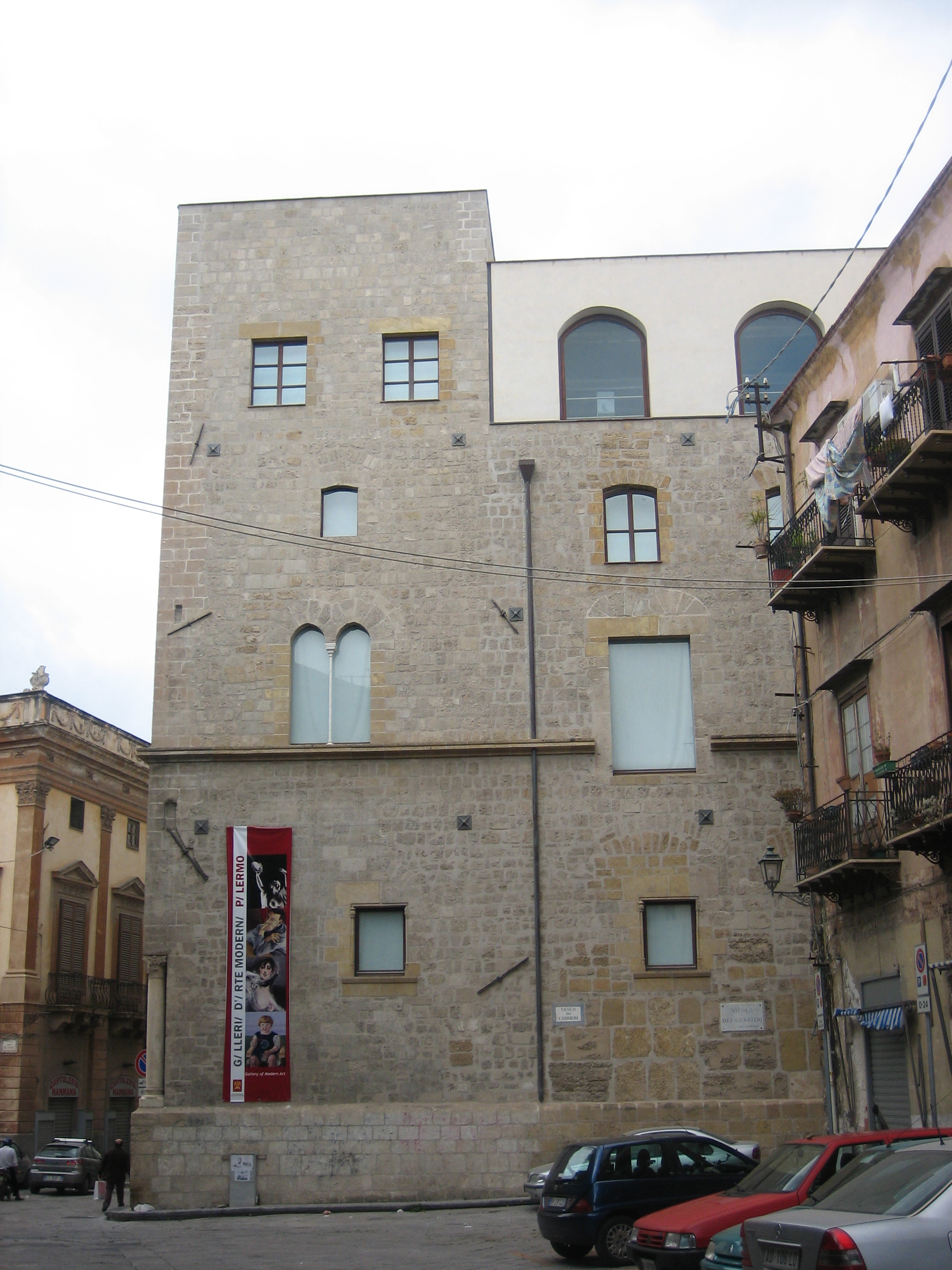
Facciata laterale del gotico catalano Palazzo Bonet

Il complesso museale è composto da due edifici attigui: Palazzo Bonet e l'ex convento francescano della chiesa di Sant'Anna. La galleria ha una terza estensione a Palazzo Ziino: il primo piano accoglie la gipsoteca, prima custodita insieme al resto delle collezioni nella vecchia sede al teatro Politeama, il secondo piano è adibito a spazio per mostre temporanee.

### Palazzo Bonet
La costruzione dell'edificio è da riferire al mercante catalano Gaspare Bonet nel 1487-88, la costruzione non fu rapida e bisognerà aspettare quasi un quarantennio per vederlo finito. Grazie al suo particolare stile architettonico divenne modello di riferimento per alcune tra le più belle dimore nobiliari della città.
Lo stile dell'edificio si ispira alla tradizione gotica con molta influenza catalana, a causa dei natali del proprietario, vengono utilizzati per le pareti perimetrali blocchi quadrati, con la struttura appartiene alla tipica dell'architettura medievale siciliana. È presente una corte interna dalla quale si accede al resto dell'edificio.
Nel 1582 la struttura venne acquistata dai Gesuiti, che lo rivendettero in seguito alla famiglia dei Bologna.

### Ex convento francescano
Nel 1606 inizia la costruzione della chiesa di Sant'Anna, l'architetto progettatore è Mariano Smiriglio. Momento fondamentale della vita del convento è il 1618, i Padri Francescani acquistano palazzo Bonet e lo utilizzano per ampliare il proprio convento. Vengono fatti dei lavori che modificano in parte la struttura del palazzo adeguandola alle nuove esigenze, così il giardino del palazzo viene trasformato e diviene l'attuale chiostro del convento e altri lavori vennero effettuati negli anni successivi. Nel 1648 la torre del palazzo veniva trasformata in campanile. I lavori del convento modificarono molto la struttura originaria dell'edificio al termine dei lavori il convento era abbastanza omologato alle strutture simili presenti in città.

## Servizi
All'interno della Galleria sono una libreria, una caffetteria e un ristorante.

## Collezioni
Il percorso espositivo si articola nelle seguenti sezioni:

### Piano Terra
- L'arte alle grandi Esposizioni: il genere storico nei formati monumentali
- Il ritratto tra Neoclassicismo e Romanticismo
- Il lungo tramonto della mitologia neoclassica
- La celebrazione di Garibaldi tra storia e mito
- Francesco Lojacono e una nuova immagine della Sicilia

### Primo Piano
Il percorso espositivo al primo piano si articola nelle seguenti sezioni:
- Il Realismo di Verga nella pittura di denuncia sociale
- La poetica del "vero" nei temi letterari e nelle scene di genere
- Estetismo ed Esotismo tra Otto e Novecento
- Antonino Leto e la fortuna del paesaggio mediterraneo
- Ettore De Maria Bergler e il Naturalismo lirico di fine secolo
- La Palermo arabo-normanna e la riscoperta di Selinunte nelle vedute tra Otto e Novecento
- Michele Catti e il paesaggio interiore
- Michele Catti e la veduta urbana sull'onda delle rimembranze

### Secondo Piano
Il percorso espositivo al secondo piano si articola nelle seguenti sezioni:
- Il gusto delle Biennali di Venezia tra simbolismo e modernismo
- I percorsi del Novecento italiano
- Renato Guttuso e il "Gruppo dei Quattro"
- Il Novecento in Sicilia

### Opere principali
- Femme aux gants (Olio su tela, 1901), di Giovanni Boldini
- Le nozze (Olio su tela, 1934), di Massimo Campigli
- Busto di Francesco Lojacono, 1920 circa, gesso, cm 77 × 66 × 44 di Archimede Campini (Forlì 1884 – Palermo 1950)
- Gli scolari (Olio su tavola, 1927-1928), di Felice Casorati
- In giardino, 1938 circa, olio su tavola, cm 79 x 61,4 di Eustachio Catalano
- Puttini, 1865 circa, gesso, cm 100 × 65 × 65 di Benedetto Civiletti (Palermo 1845 – 1899)
- Venere dormiente, 1840 circa, olio su tela, cm 103 × 154 di Andrea D'Antoni (Palermo 1811 – 1868)
- Cristoforo Colombo in catene, 1872, marmo, cm 65 × 34 × 60 di Benedetto Delisi (Palermo 1831 – 1875)
- Giuseppe Garibaldi a cavallo, 1884 circa, bronzo, cm 91 × 75 × 34 di Benedetto Delisi
- Donna Olimpia Pamphili e Innocenzo X alla presenza di un cardinale, 1891 circa, olio su tela, cm 232 × 310 di Guglielmo De Sanctis (Roma 1829 – 1911)
- Enea e Didone, 1865 circa, olio su tela, cm 52 × 65,5 di Giuseppe Di Giovanni (Palermo 1817 – 1898)
- I Vespri siciliani, 1890-1891, olio su tela, cm 297 × 495 di Erulo Eroli (Roma 1854 – 1916)
- Autoritratto (Olio su tela, 1936), di Renato Guttuso
- Sepoltura garibaldina, 1862-1864, olio su tela, cm 248 × 171 di Filippo Liardo (Leonforte 1834 – Asnières 1917)
- Ritratto di Michele Pintacuda, 1855 circa, olio su tela, cm 71 × 56,5 di Salvatore Lo Forte (Palermo 1807 – 1885)
- Ritratto della signora Pintacuda, 1855 circa, olio su tela, cm 70,5 × 56,5 di Salvatore Lo Forte
- Ritratto di giovane gentiluomo, 1835-1845 circa, olio su tela, cm 36, 7 × 23,5 di Salvatore Lo Forte
- Ritratto di Giuseppe Garibaldi, 1870 circa, olio su tela, cm 62 × 40 di Salvatore Lo Forte (Palermo, 1804 – 1885)
- Ritratto di Giuseppe Garibaldi, 1860, olio su tavola, cm 73 × 58,5 di Salvatore Lo Forte
- Veduta di Monte Catalfano, 1865-1870 circa, Olio su tela, cm 45 × 109 di Francesco Lojacono (Palermo 1838 – 1915)
- Vento in montagna, 1872, olio su tela, cm 106 × 134,5 di Francesco Lojacono
- Alti pascoli, 1894-1896 circa, olio su tela, cm 46 × 84,3 di Francesco Lojacono
- Piccolo scoglio, 1900-1914 circa, olio su tela, cm 57 × 137 di Francesco Lojacono
- Veduta di Palermo, 1875, olio su tela, cm 78 × 156 di Francesco Lojacono
- Scogli (Lo scoglio), 1895-1905, olio su tela, cm 84 × 46 di Francesco Lojacono
- Mareggiata, 1900-1914 circa, olio su tavola, cm 21 × 39,5 di Francesco Lojacono
- Mare in risacca, 1909 circa, olio su tavola, cm 24 × 34 di Francesco Lojacono
- Monte San Giuliano, 1875-1880 circa, olio su tela, cm 75 × 42,2 di Francesco Lojacono
- Marina (Marina con barca), 1880-1890 circa, olio su tela, cm 33,5 × 97,5 di Francesco Lojacono
- Vasca con foglie (Vasca con capelvenere e alocasia), 1897 circa, olio su tela, cm 41,7 × 70,5 di Francesco Lojacono
- Studio di palude, 1905-1910 circa, olio su tela, cm 57 × 110 di Francesco Lojacono
- Autunno (Autunno sull'Anapo), 1907 circa, olio su tela, cm 138 × 238 di Francesco Lojacono
- La notte del 19 luglio 1812 in Palermo ossia la rinuncia della feudalità siciliana (L'abolizione del fidecommesso), 1874, olio su tela, cm 197 × 268 di Francesco Padovano (Palermo 1842 - documentato a Palermo fino al 1915)
- Ritratto di fanciulla con colomba, 1830, olio su tela, cm 51 × 41,5 di Giuseppe Patania
- Ratto d'Europa, 1828-1829, olio su tela, cm 75 × 100 di Giuseppe Patania
- Autoritratto giovanile, 1807, olio su tela, cm 82,5 × 63 di Giuseppe Patania (Palermo 1780 – 1852)
- Autoritratto, 1820 circa, olio su tela, cm 56 × 43,5 di Giuseppe Patania
- Ritratto di fanciullo con cane, 1830, olio su tela, cm 51 × 42,7 di Giuseppe Patania
- Ritratto di sacerdote infermo, 1838, olio su tela, cm 63,5 × 52 di Giuseppe Patania
- Venere e Adone, 1828, olio su tela, cm 75 × 100 di Giuseppe Patania
- Io baciata da Giove, 1828, olio su tela, cm 75 × 100 di Giuseppe Patania
- Danae e la pioggia d'oro, 1829, olio su tela, cm 75,5 × 101 di Giuseppe Patania
- Danae e la pioggia d'oro, 1839, olio su tela, cm 75,5 × 101 di Giuseppe Patania
- Fuga della Regina Bianca, 1850, olio su tela, cm 30,5 × 37 di Giuseppe Patania
- Bacco infante trasportato in cielo da Mercurio, 1829, olio su tela, cm 75 × 100,5 di Giuseppe Patania
- Maternità. Mosè salvato (Olio su tavola, 1934), di Fausto Pirandello
- Ritratto di famiglia, 1809-1812, olio su tela, cm 73 × 60,4 di Odorico Politi (Udine 1785 – Venezia 1846)
- Psiche trasportata dagli Zefiri, 1829, olio su tela, cm 76 × 60 di Vincenzo Riolo (Palermo 1772 – 1837)
- Le furie di Orlando, 1800-1810 circa, olio su tela, cm 36 × 30 di Vincenzo Riolo
- Gli iracondi, 1910, bronzo, di Mario Rutelli
- I Funerali di Timoleonte (Olio su tela, 1874), di Giuseppe Sciuti
- Il peccato, (Olio su tela, 1909), di Franz von Stuck
- Amore e le Parche (Olio su tela, 1909), di Ettore Tito
- I carusi, 1905 circa, olio su tela, cm 184 × 333,5 di Onofrio Tomaselli (Bagheria 1866 – Palermo 1956)
- Una vita, 1900 circa, olio su tela, cm 71 × 141 di Onofrio Tomaselli
- Reminiscenze, 1899 circa, pastello su cartone, cm. 85 × 73 di Onofrio Tomaselli
- Ritratto di Francesco Lojacono, 1930 circa, olio su tela, cm 50,5 × 44 di Onofrio Tomaselli
- Baccante danzante, 1838, marmo, h cm 210 di Valerio Villareale (Palermo 1773 – 1854)